# Jelnica
Jelnica – wieś w Polsce, położona w województwie lubelskim, w powiecie bialskim, w gminie Międzyrzec Podlaski.
Wieś była własnością starosty guzowskiego i nowomiejskiego Stanisława Opalińskiego w 1673 roku, leżała w ziemi mielnickiej województwa podlaskiego w 1795 roku. W okresie międzywojennym wieś była siedzibą gminy Misie. 
W latach 1954–1972 wieś należała i była siedzibą władz gromady Jelnica. W latach 1975–1998 miejscowość administracyjnie należała do województwa bialskopodlaskiego.
Wieś jest sołectwem w gminie Międzyrzec Podlaski. Według Narodowego Spisu Powszechnego z roku 2011 wieś liczyła 525 mieszkańców.
Wierni Kościoła rzymskokatolickiego należą do parafii św. Mikołaja w Międzyrzecu Podlaskim.

## Części wsi
| SIMC    | Nazwa     | Rodzaj    |
| ------- | --------- | --------- |
| 0015734 | Ługi      | część wsi |
| 0015740 | Pieczyska | część wsi |
| 0015757 | Zanowinna | część wsi |

## Historia
Jelnica w wieku XIX – wieś w ówczesnym powiecie radzyńskim (1867–1975), gminie Misie, parafii Międzyrzec. 
W 1827 r. było tu 50 domów i 225 mieszkańców. W roku 1883 – 47 domów i 264 mieszkańców z gruntem 906 mórg.
Według Słownika tu prawdopodobnie urodził się Marcin Matuszewicz, autor głośnych „Pamiętników” o charakterze historycznym i obyczajowym, ciekawych dla dziejów wieku XVIII.